# Fernand Van Durme
Fernand Van Durme (Eksaarde, 18 april 1914 - Antwerpen, 23 oktober 1993) een Belgisch was organist, koorleider en componist.

## Levensloop
Zoon van Prudent Van Durme, behoorde hij tot de uitgebreide muzikale familie Van Durme.
Hij beëindigde de oude humaniora aan het kleinseminarie van Sint-Niklaas. Hij studeerde aan het Lemmensinstituut, waar hij in 1934 het einddiploma behaalde. Hij had als leraars onder meer Flor Peeters, Jules Van Nuffel en Marinus de Jong. In 1938 promoveerde hij aan de Universiteit Gent tot licentiaat in de musicologie, bij Floris van der Mueren. Hij volgde ook nog privélessen fuga en orkestratie bij Karel Candael, Jef Van Hoof en Gaston Feremans. 
In 1934 volgde hij zijn vader op als organist in de Onze-Lieve-Vrouwkerk in Sint-Niklaas. Hetzelfde jaar werd hij dirigent van het Sint-Gregoriuskoor, waarmee hij opmerkelijke resultaten bereikte:
- 1948: ingedeeld in de hoogste categorie van Oost-Vlaamse koren.
- 1948: laureaat in het Internationaal toernooi voor koormuziek in Brussel.
- 1949: eerste prijs in de internationale koorwedstrijd in Hilversum.

Van 1951 tot 1960 was hij muziekproducer bij Radio Belgisch Congo en dirigent van het kathedraalkoor van Leopoldstad. Teruggekeerd in België was hij tot in 1979 klankregisseur bij de BRT. Hij werkte mee aan de klankregie bij grote manifestaties, zoals de IJzerbedevaarten of de Vlaams Nationale Zangfeesten.

## Componist
Fernand van Durme componeerde:
- Talrijke werken voor piano, viool  en kamerorkest.
- Een 50-tal een- en meerstemmige liederen.
- Een 20-tal koorwerken.
- Een Maria-oratorium, op tekst van Jan Dewilde, voor 2 soli, gemengd koor en groot orgel.
- Het Waaslandlied